# Championnat du Panama de football de deuxième division
 (juin 2025).
Si vous disposez d'ouvrages ou d'articles de référence ou si vous connaissez des sites web de qualité traitant du thème abordé ici, merci de compléter l'article en donnant les références utiles à sa vérifiabilité et en les liant à la section « Notes et références ».
Liga Nacional de Ascenso ou LNA (connue jusqu'en 2009 sous le nom de Primera A) est le championnat de la deuxième division de football du Panama.

## Palmarès
Le palmarès de la deuxième division panaméenne est :
- 1989-90 : Panama Viejo Fútbol Club
- 1990-91 : Sporting Colón
- 1992 : UTP
- 1997 : Sporting 89
- 1998 : Atl. Municipal Colón
- 1999 : Alianza Fútbol Club
- 2000 : Chorrillo FC
- 2001-02 : Atlético Veragüense